# باغ شیشه‌ای
باغ شیشه‌ای یا تراریوم (به انگلیسی: Terrarium)، در لغت به معنی خاکزی‌دان است.

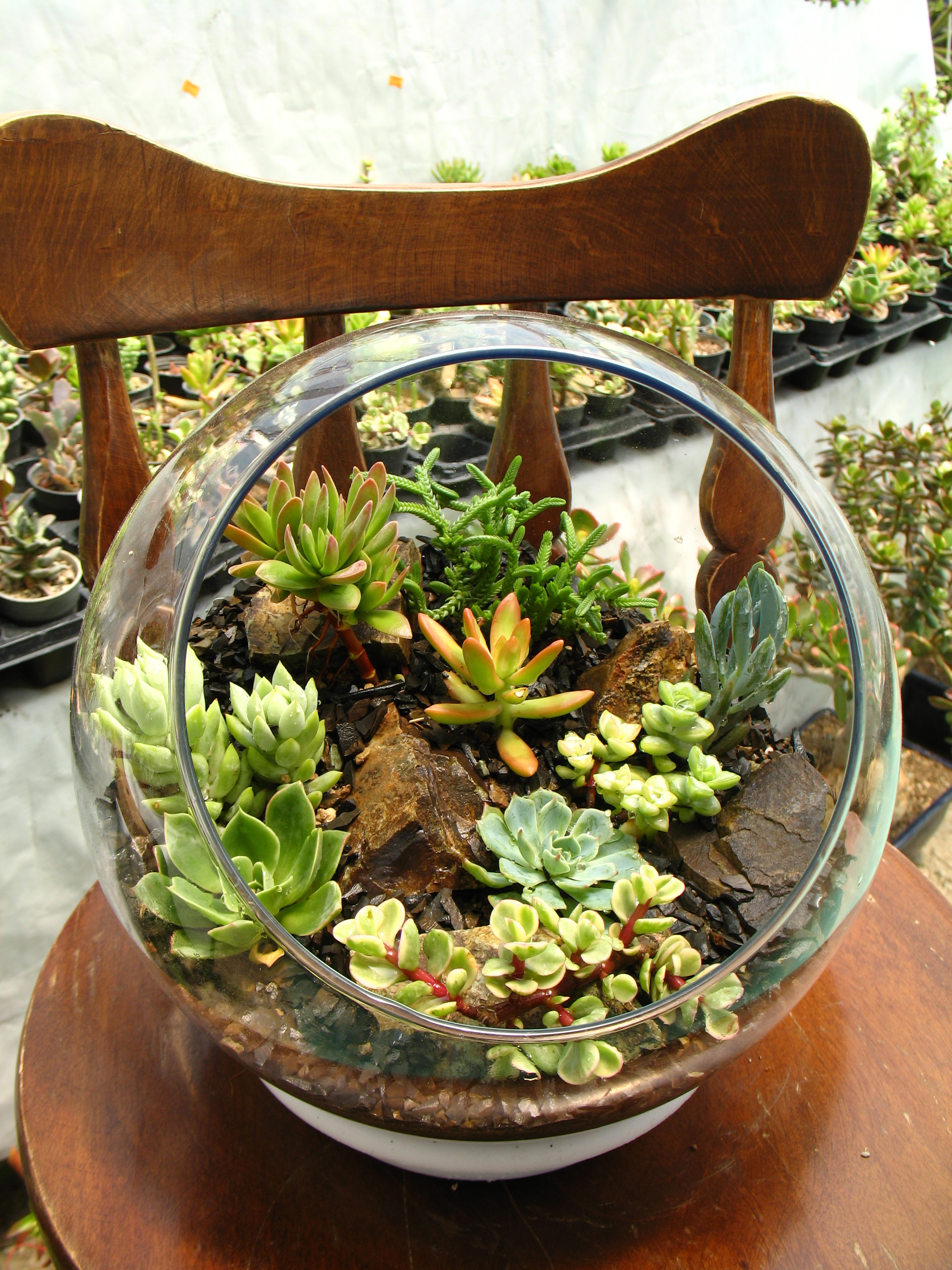
تراریوم باز با گیاهان گوشتی

معمولا عبارت است از یک محفظه شیشه‌ای مهر و موم شده حاوی خاک و گیاه که می‌توان آن را برای رسیدگی باز نمود تا به گیاهان داخل آن دسترسی داشت. با این وجود تراریوم می‌تواند به جای مهر و موم بودن، باز نیز باشد. تراریوم اغلب به عنوان وسایل زینتی نگهداری می‌شود. تراریوم بسته، یک محیط منحصر به فرد برای رشد گیاه ایجاد می‌کند، زیرا دیواره‌های شفاف باعث می‌شود نور و گرما به تراریوم وارد شود.
ظرف مهر و موم شده همراه با گرمای ورودی به تراریوم امکان ایجاد چرخه آب در مقیاس کوچک را فراهم می‌کند. زیرا رطوبت حاصل از خاک و گیاه در داخل تراریوم تبخیر می‌شود و سپس این بخار آب روی دیواره‌های ظرف متراکم شده و در نهایت آب تقطیر شده دوباره به خاک و گیاه می‌ریزد. این امر به دلیل تأمین مداوم آب به ایجاد یک محیط ایدئال برای رشد گیاهان کمک کرده و از این طریق از خشک شدن بیش از حد گیاه جلوگیری می‌کند. علاوه بر این، نوری که از مواد شفاف تراریوم عبور می‌کند باعث می شود گیاهان درون آن فتوسنتز کنند، این جنبه بسیار مهمی از رشد گیاه است.

## تاریخچه

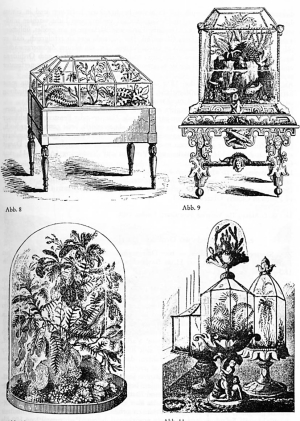
چهار نمونه از موارد واردیان

اولین تراریوم توسط گیاه‌شناس ناتانیل باگشاو وارد در سال ۱۸۴۲ ساخته شد. وارد علاقه‌ای به مشاهده رفتار حشرات داشت و به‌طور تصادفی یکی از شیشه‌ها را بدون مراقبت رها کرد. یک هاگ سرخس در شیشه رشد کرد و جوانه به گیاه تبدیل شد، این شیشه به اولین تراریوم تبدیل شد. تمایل به این کار به سرعت در دوران ویکتوریا در میان انگلیسی‌ها گسترش یافت. به جای تراریوم، از عنوان «مورد واردیان» (Wardian Case) استفاده می‌شد.
آقای وارد برای ساختن موارد واردیان خود نجاری استخدام کرد تا گیاهان بومی انگلیس را به سیدنی استرالیا صادر کند. پس از ماه‌ها سفر، گیاهان به خوبی رسیده و شکوفا شدند. به همین ترتیب، گیاهان از استرالیا با همان روش به لندن فرستاده شدند و آقای وارد گیاهان استرالیایی خود را در شرایط عالی دریافت کرد. آزمایش او نشان داد که گیاهان می‌توانند بدون تهویه، مهر و موم شده و به رشد خود ادامه دهند. موارد واردیان برای چندین دهه توسط باغ‌های گیاه‌شناسی پادشاهی کیو و دیگران برای حمل گیاهان در اطراف امپراتوری بریتانیا مورد استفاده قرار گرفت.

## انواع
به دلیل شرایط مختلف درونی، تراریوم‌ها به دو نوع طبقه‌بندی می‌شوند، بسته و باز.

### تراریوم بسته

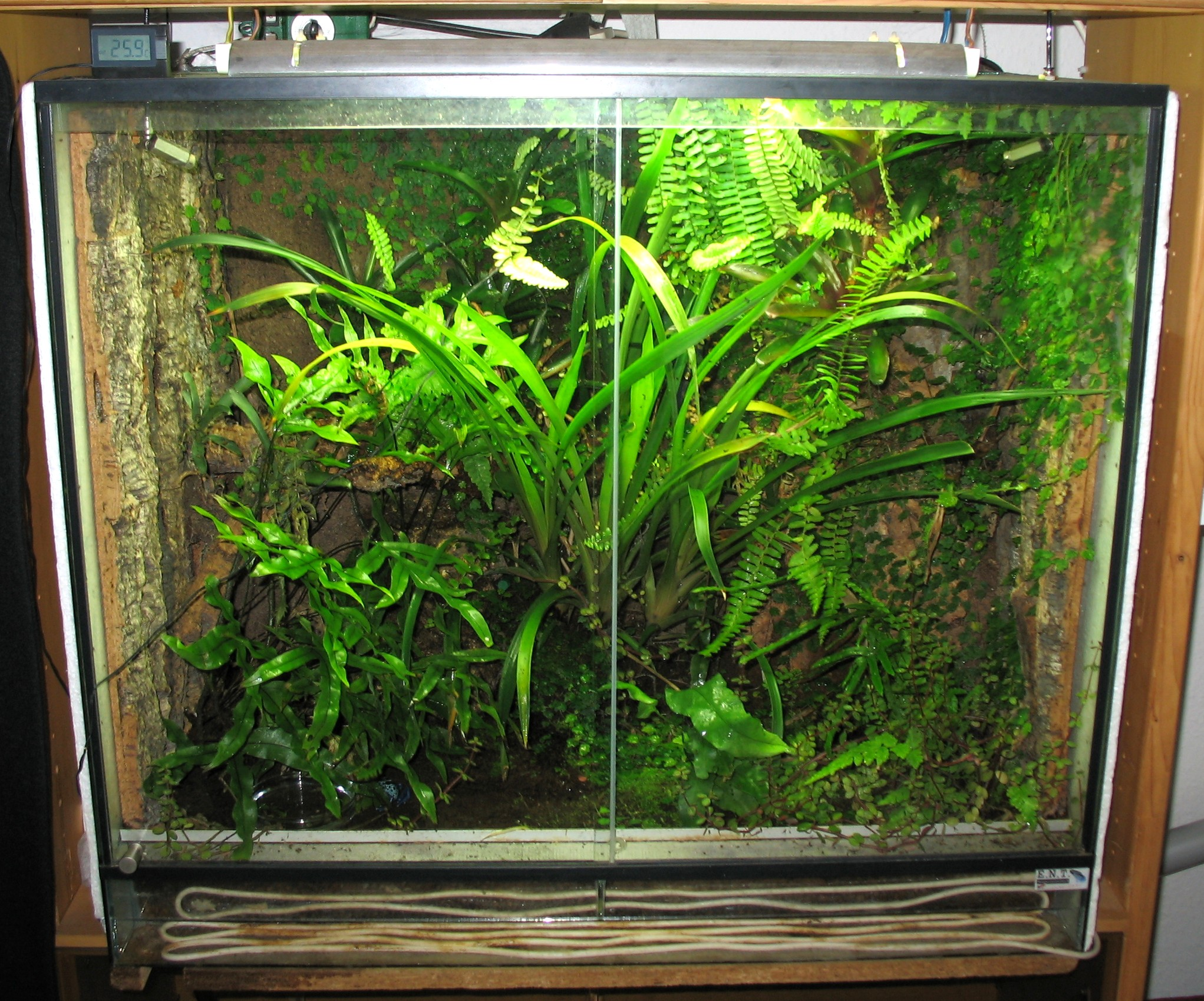
تراریوم بسته با تنظیم خودکار دما

انواع گیاهان استوایی ، مانند خزه‌ها، ارکیده‌ها، سرخس‌ها و گیاهان هوازی، به دلیل شرایط مشابه با محیط مرطوب و پناهگاه مناطق گرمسیری، به‌طور کلی در تراریوم‌های بسته نگهداری می‌شوند.
تراریوم مهر و موم شده باعث گردش آب می‌شود. تراریوم ممکن است یک بار در هفته باز شود تا نم اضافی هوا و دیواره ظرف از بین برود. این کار برای جلوگیری از رشد کپک و جلبک انجام می‌شود که می‌تواند به گیاهان آسیب رسانده و باعث تغییر رنگ دیواره تراریوم شود. از دم‌فنری ممکن است برای مصرف کپک یا قارچ در داخل تراریوم استفاده شود. تراریوم نیز باید گاهی آبیاری شود، عدم وجود قطرات آب در دیواره‌های تراریوم یا هرگونه پژمردگی گیاهان، شاخصی است که تراریوم به آب نیاز دارد، آبیاری در درجه اول با استفاده از بطری اسپری انجام می‌شود.
تراریوم‌های بسته، برای اطمینان از شرایط خوب رشد و هم برای کاهش خطرات آسیب میکروبی به مخلوط ویژه خاک نیاز دارند. یک محیط معمول مورد استفاده "خاک سبک" (peat-lite) است که مخلوطی از خزه پوده‌زار، ورمیکولیت و پرلیت است. برای جلوگیری از فعالیت میکروب‌های بالقوه مضر، این مخلوط باید استریل باشد.

### تراریوم باز

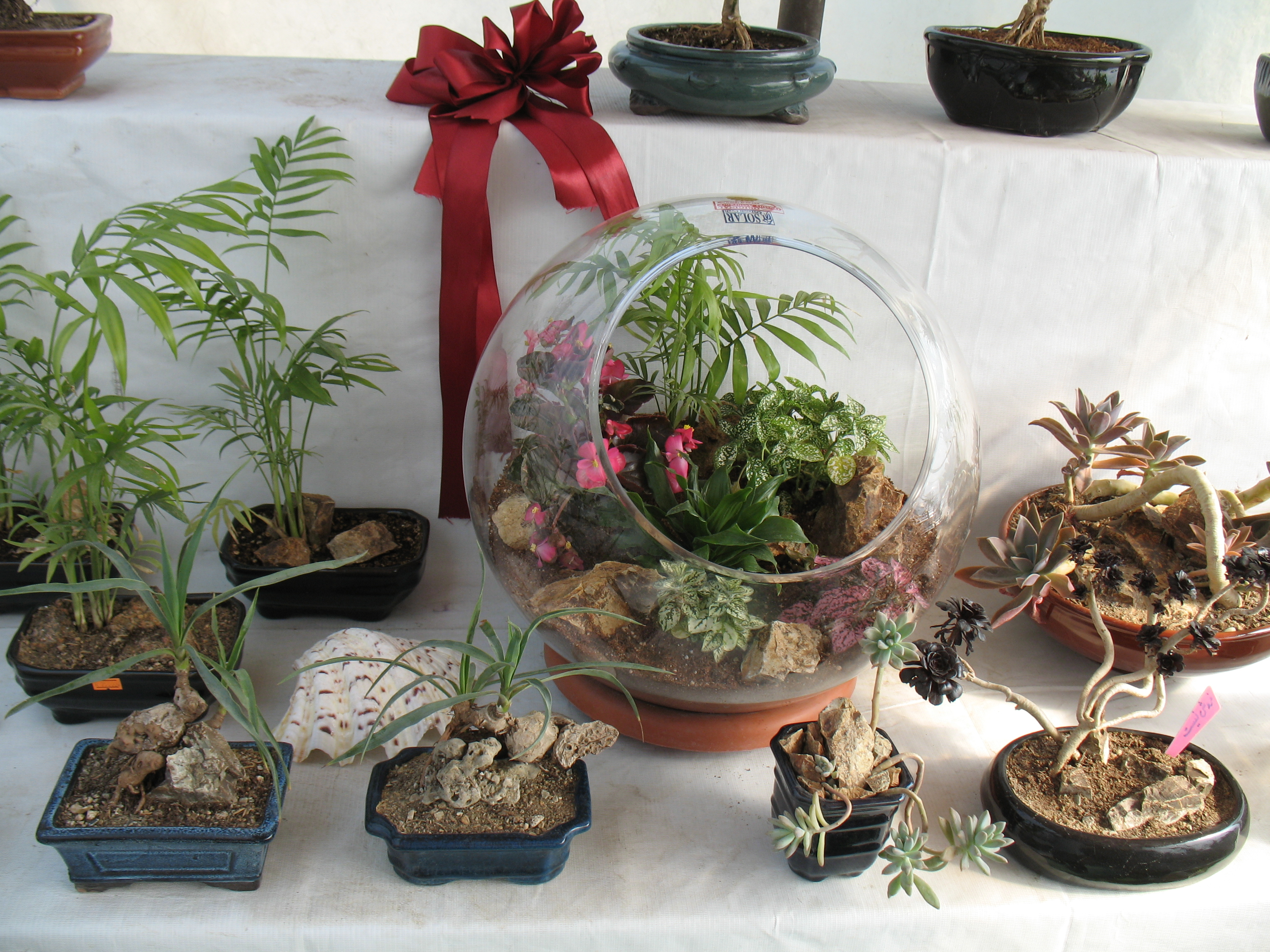
تراریوم باز با گیاهان معتدل، در فروشگاه گل و گیاه.

همه گیاهان به محیط مرطوب تراریوم بسته نیاز ندارند یا برای آنها مناسب نیستند. تراریوم باز برای گیاهانی که نم خاک و رطوبت کمتری نیاز دارند، مانند گیاهان معتدل مناسب‌تر است. برای گیاهان سازگار با آب و هوای خشک، از تراریوم‌های باز و بدون مهر و موم استفاده می‌شود تا هوای تراریوم از رطوبت بیش از حد آزاد شود. تراریوم  باز برای گیاهانی که به نور مستقیم خورشید بیشتر نیاز دارند نیز به خوبی کار می‌کند، زیرا تراریوم‌های بسته می‌توانند گرمای زیادی را به دام انداخته که به طور بالقوه باعث از بین رفتن هر گیاه داخل آن می‌شود.
باغ شیشه‌ای روباز را نباید با دیش‌گاردن اشتباه گرفت. یک تراریوم حتی روباز، امکان افزایش رطوبت را در مقایسه با محیط خارج از ساختار فراهم می‌کند، در حالی که یک باغ‌دیس رطوبت اضافی را فراهم نمی‌کند. با توجه به اینکه دیواره‌های شفاف تراریوم باعث بزرگنمایی پرتوهای خورشید می‌شود، تراریوم را نمی‌توان در زیر نور مستقیم خورشید قرار داد زیرا نور شدید باعث سوختن شاخ و برگ می‌شود. یک باغ‌دیس می‌تواند آفتاب مستقیم را تحمل کند، به شرطی که با گیاهان کاملاً مقاوم به آفتاب کاشته شود. ساکولنت‌ها و کاکتوس‌ها برای باغ‌دیس بهتر از تراریوم هستند، زیرا در باغ‌‌دیس‌ها به ساکولنت‌ها و کاکتوس‌ها اجازه می‌دهند که بدون سوختن در زیر نور کامل خورشید قرار بگیرند. 

توجه داشته باشید که گیاهان گوشتی با‌وجود‌‌‌ اینکه محبوب هستند، تراریوم ضعیفی ایجاد می‌کنند؛ کمبود ذاتی زهکشی در تراریوم باعث پوسیدگی ریشه شده و درنتیجه نیاز به آبیاری کم می‌شود. در کاشت کاکتوس و ساکولنت ها در کنار یکدیگر در تراریوم و یا دیش گاردن باید به فاصله بین آنها توجه داشت. چرا که تراکم ساکولنت‌ها در کنار هم موجب تجمع رطوبت شده، و شرایط پوسیدگی گیاه را فراهم می‌کند.

## نگارخانه

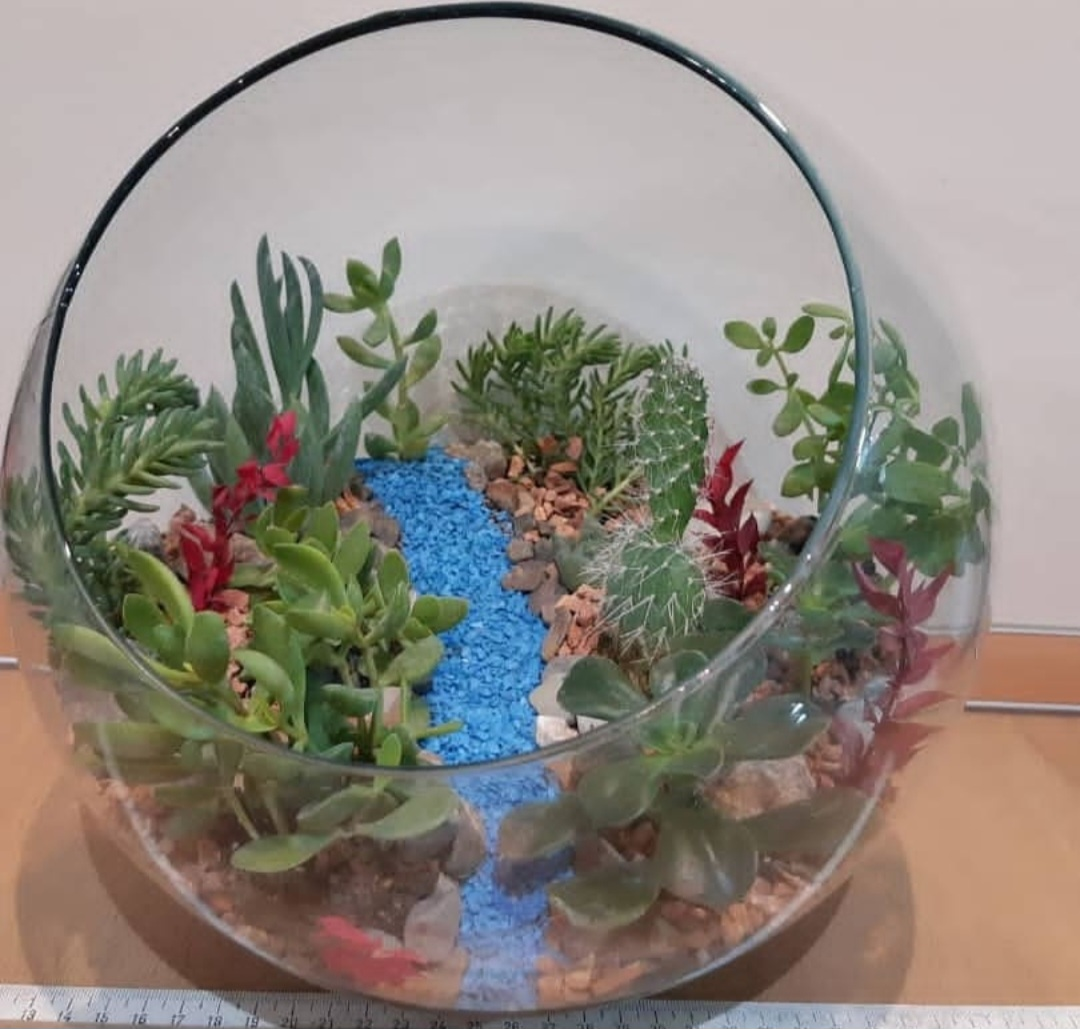
تراریوم
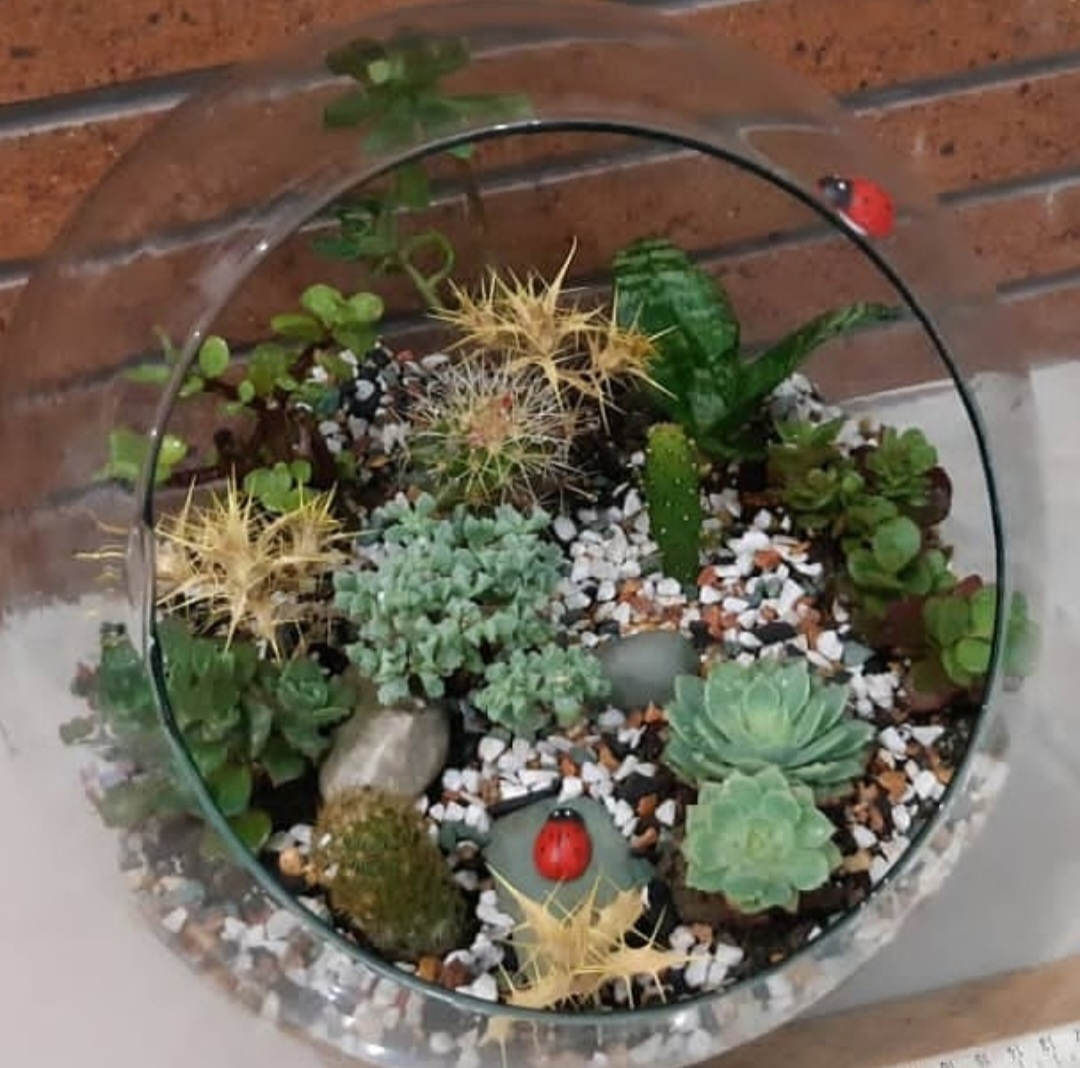
باغ شیشه‌ای یا تراریوم ساکولنت
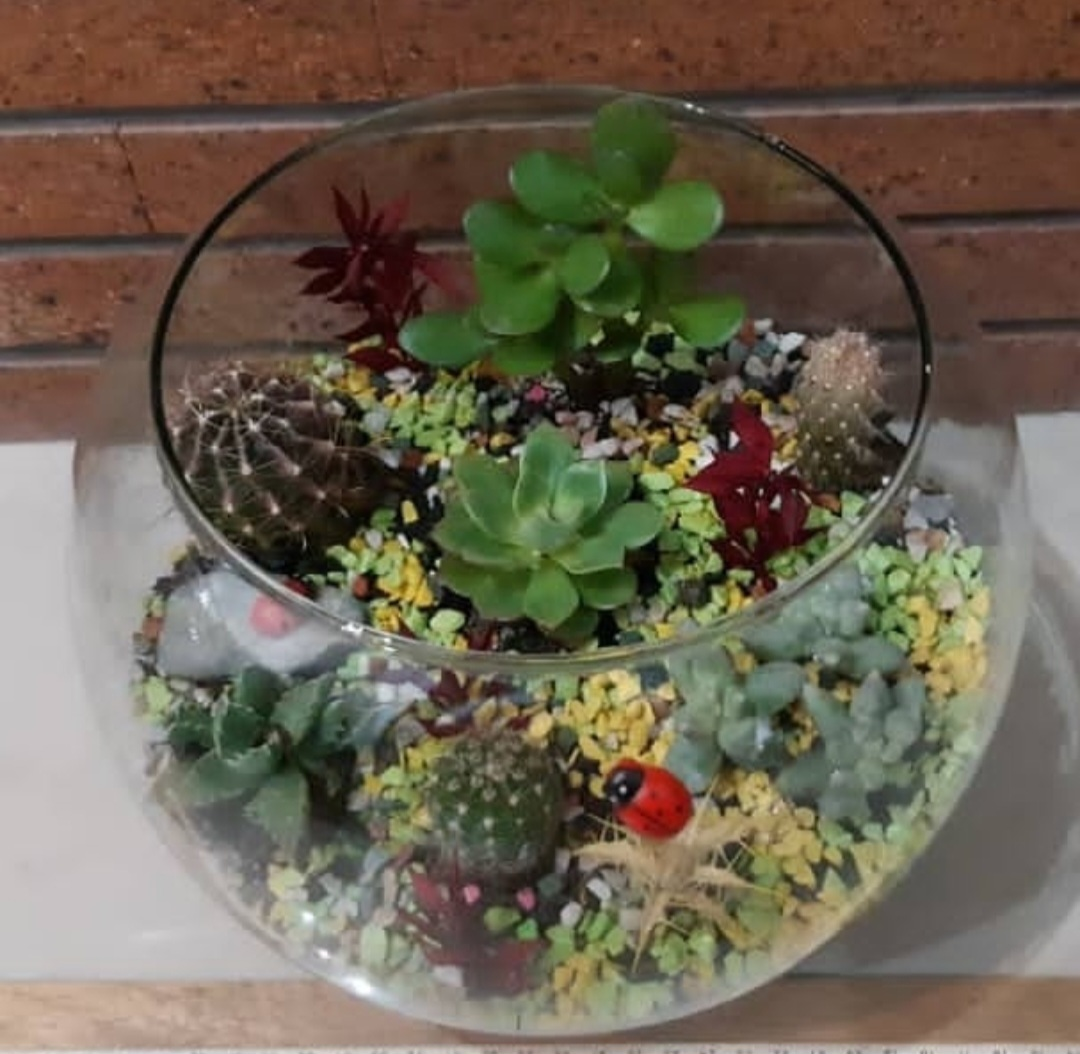
تراریوم کاکتوس و ساکولنت

## گفتارهای وابسته
- ویواریوم
- اکواریوم
- گلخانه
- دیش گاردن